# Episodi di American Dreams (seconda stagione)
La seconda stagione della serie televisiva American Dreams è stata trasmessa negli Stati Uniti sul canale NBC.
In Italia è andata in onda su Mya di Mediaset Premium dal 5 ottobre 2009 alle ore 21:00, con due episodi per sera. In realtà non si tratta di una prima visione, in quanto la stagione era già andata in onda sul satellite.
La seconda stagione è stata trasmessa per la prima volta in chiaro dal 12 luglio 2011 al 5 agosto 2011 su Raidue, alle ore 9:30, per la prima volta in Italia in formato 16:9 (letterboxed).
| nº | Titolo originale       | Titolo italiano         | Prima TV USA | Prima TV Italia  |
| -- | ---------------------- | ----------------------- | ------------ | ---------------- |
| 1  | And Promises to Keep   | Promesse da mantenere   |              | 5 ottobre 2009   |
| 2  | R-E-S-P-E-C-T          | Rispetto                |              | 5 ottobre 2009   |
| 3  | Another Saturday Night | Un altro sabato sera    |              | 12 ottobre 2009  |
| 4  | Crossing the Line      | Passare il limite       |              | 12 ottobre 2009  |
| 5  | Life's Illusions       | Le illusioni della vita |              | 19 ottobre 2009  |
| 6  | Rescue Me              | Aiutatemi               |              | 19 ottobre 2009  |
| 7  | Ticket to Ride         | Ticket to Ride          |              | 26 ottobre 2009  |
| 8  | Change a Comin'        | Le cose cambiano        |              | 26 ottobre 2009  |
| 9  | The Long Goodbye       | Il lungo addio          |              | 2 novembre 2009  |
| 10 | The 7-10 Split         | Il colpo fortunato      |              | 2 novembre 2009  |
| 11 | Beyond the Wire        | Oltre la rete           |              | 9 novembre 2009  |
| 12 | Real-to-Reel           | Segreto di famiglia     |              | 9 novembre 2009  |
| 13 | To Tell the Truth      | La verità               |              | 16 novembre 2009 |
| 14 | Old Enough to Fight    | Delusione d'amore       |              | 16 novembre 2009 |
| 15 | Shoot the Moon         | Questione di coraggio   |              | 23 novembre 2009 |
| 16 | Can't Hold On          | Non posso aspettare     |              | 23 novembre 2009 |
| 17 | Chasing the Past       | Verità nascoste         |              | 30 novembre 2009 |
| 18 | Stewart's Charge       | Un nuovo caposquadra    |              | 30 novembre 2009 |
| 19 | No Way Out             | Senza via d'uscita      |              | 7 dicembre 2009  |

## Promesse da mantenere
- Titolo originale: And Promises to Keep
- Diretto da: David Semel
- Scritto da: Jonathan Prince

## Rispetto
- Titolo originale: R-E-S-P-E-C-T
- Diretto da: Bryan Spicer
- Scritto da: Emily Whitesell